# Grand Prix-wegrace van Spanje 1979
De Grand Prix-wegrace van Spanje 1979 was vijfde race van wereldkampioenschap wegrace voor motorfietsen in het seizoen 1979. De races werden verreden op 20 mei 1979 op het Circuito Permanente del Jarama in Madrid.

## Algemeen
Door blessures konden Jon Ekerold, Ricardo Tormo en Christian Sarron niet starten in Spanje. In de training kwam Tom Herron daar nog bij; hij brak een duim door een valpartij.

## 500 cc
Mike Baldwin reed de snelste trainingstijd in Jarama. Hij had net als Kenny Roberts banden van Goodyear gemonteerd, terwijl veel concurrenten klaagden over de producten van Michelin en overschakelden op Dunlops. Hartog startte minder snel dan gewoonlijk, maar vanaf de zevende plaats reed hij binnen enkele ronden naar de derde positie, achter Virginio Ferrari en Kenny Roberts. Barry Sheene, die na een slechte start in kansloze positie lag, gaf de strijd op en ging de pit in. Roberts nam de leiding en de enige die de strijd kon aangaan was Wil Hartog, die zelfs de leiding nam. Hij kreeg echter last van zijn armblessure en moest Roberts tegen het einde laten gaan. Mike Baldwin werd derde voor Virginio Ferrari, die veel te slappe vering had gekozen. Boet van Dulmen haalde voor het eerst de finish en werd zesde, Jack Middelburg werd zevende. Kenny Roberts weigerde de overwinningsbeker in ontvangst te nemen uit protest tegen het lage startgeld in Spanje.

### Uitslag 500 cc
| Pos | Coureur           | Merk       | Tijd             | Punten           |
| --- | ----------------- | ---------- | ---------------- | ---------------- |
| 1   | Kenny Roberts     | Yamaha     | 57' 10" 9        | 15               |
| 2   | Wil Hartog        | Suzuki     | + 13" 9          | 12               |
| 3   | Mike Baldwin      | Suzuki     | + 19" 9          | 10               |
| 4   | Virginio Ferrari  | Suzuki     | + 42" 7          | 8                |
| 5   | Franco Uncini     | Suzuki     | + 49" 9          | 6                |
| 6   | Boet van Dulmen   | Suzuki     | + 54" 0          | 5                |
| 7   | Jack Middelburg   | Suzuki     | + 59" 6          | 4                |
| 8   | Philippe Coulon   | Suzuki     | + 1' 04" 9       | 3                |
| 9   | Michel Rougerie   | Suzuki     | + 1' 05" 6       | 2                |
| 10  | Marco Lucchinelli | Suzuki     | + 1' 06" 4       | 1                |
| 11  | Steve Parrish     | Suzuki     | + 1 ronde        |                  |
| 12  | Gianni Pelletier  | Suzuki     | + 1 ronde        |                  |
| 13  | Henk de Vries     | Suzuki     | + 2 ronden       |                  |
| 14  | Gerhardt Vogt     | Suzuki     | + 2 ronden       |                  |
| 15  | Sergio Pellandini | Suzuki     | + 2 ronden       |                  |
| 16  | Max Nöthiger      | Suzuki     | + 2 ronden       |                  |
| DNF | Seppo Rossi       | Suzuki     | motor            |                  |
| DNF | Graziano Rossi    | Morbidelli | ontsteking       |                  |
| DNF | Gustav Reiner     | Suzuki     | ongeval          |                  |
| DNF | Lennart Bäckström | Suzuki     | motor            |                  |
| DNF | Lorenzo Ghiselli  | Suzuki     | motor            |                  |
| DNF | Kevin Stowe       | Suzuki     | motor            |                  |
| DNF | Hiroyuki Kawasaki | Suzuki     |                  |                  |
| DNF | Barry Sheene      | Suzuki     | opgave           |                  |
| DNF | Antonio García    | Suzuki     | motor            |                  |
| DNF | Peter Sjöström    | Suzuki     | motor            |                  |
| DNF | Bernard Fau       | Suzuki     | vermogensverlies | vermogensverlies |
| DNQ | Christian Sarron  | Yamaha     | blessure         |                  |
| DNS | Tom Herron        | Suzuki     | blessure         |                  |

## 350 cc
In Jarama stond Kork Ballington op poleposition. De 350cc-klasse startte 's ochtend om 9 uur al, toen het nog redelijk koel was. Gregg Hansford bedreigde Ballington's koppositie maar even, toen begon Ballington weg te lopen om de race zonder problemen te winnen. Hansford werd gepasseerd door Michel Frutschi en Christian Estrosi. Walter Villa lag even op de vierde plaats, maar viel uit door een vastloper. Ook Toni Mang en Klaas Hernamdt (koppeling) haalden de finish niet. Door een rekenfout moest Frutschi vijf ronden voor het einde tanken, waardoor hij naar de vierde plaats terugviel, maar dat werd weer een derde plaats toen Estrosi onderuit ging. Daardoor kwam Gregg Hansford alsnog als tweede over de streep.

### Uitslag 350 cc
| Pos | Coureur            | Merk          | Tijd          | Punten |
| --- | ------------------ | ------------- | ------------- | ------ |
| 1   | Kork Ballington    | Kawasaki      | 53' 32" 7     | 15     |
| 2   | Gregg Hansford     | Kawasaki      | + 22" 1       | 12     |
| 3   | Michel Frutschi    | Yamaha        | + 25" 8       | 10     |
| 4   | Patrick Fernandez  | Yamaha        | + 35" 8       | 8      |
| 5   | Patrick Pons       | Yamaha        | + 46" 2       | 6      |
| 6   | Sadao Asami        | Yamaha        | + 47" 0       | 5      |
| 7   | Pentti Korhonen    | Yamaha        | + 57" 7       | 4      |
| 8   | Víctor Palomo      | Yamaha        | + 1' 08" 1    | 3      |
| 9   | Eero Hyvärinen     | Yamaha        | + 1' 17" 7    | 2      |
| 10  | Richard Hubin      | Yamaha        | + 1' 32" 3    | 1      |
| 11  | Lennart Bäckström  | Yamaha        | + 1' 32" 7    |        |
| 12  | Edi Stöllinger     | Kawasaki      | + 1' 34" 4    |        |
| 13  | Didier de Radiguès | Yamaha        | + 1 ronde     |        |
| 14  | Reinhold Roth      | Yamaha        | + 1 ronde     |        |
| 15  | Alan North         | Yamaha        | + 1 ronde     |        |
| 16  | Etienne Geeraerdt  | Yamaha        | + 2 ronden    |        |
| 17  | Antonio Fastagio   | Yamaha        | + 4 ronden    |        |
| DNF | Barry Ditchburn    | Kawasaki      |               |        |
| DNF | Olivier Liégeois   | Yamaha        |               |        |
| DNF | Andres Pérez Rubio | Yamaha        |               |        |
| DNF | Roland Freymond    | Yamaha        |               |        |
| DNF | Walter Villa       | Yamaha        | vastloper     |        |
| DNF | Christian Estrosi  | Kawasaki      | val           |        |
| DNF | Jean-Marc Toffolo  | Yamaha        |               |        |
| DNF | Luis Ricart        | Yamaha        |               |        |
| DNF | Olivier Chevallier | Yamaha        |               |        |
| DNF | Michel Rougerie    | Bimota-Yamaha | Bimota-Yamaha |        |
| DNF | Yoshimi Matsumoto  | Yamaha        |               |        |
| DNF | Toni Mang          | Kawasaki      |               |        |
| DNF | Klaas Hernamdt     | Yamaha        | koppeling     |        |
| DNF | Edmar de Almeida   | Yamaha        |               |        |
| DNF | Antonio Pinto      | Yamaha        |               |        |
| DNQ | Jon Ekerold        | Yamaha        | blessure      |        |

## 250 cc
Gregg Hansford leidde heel even de 250cc-race in Spanje, maar hij werd al snel achterhaald door Kork Ballington. Ze reden tien ronden samen weg van de rest van het veld, maar daarna gaf Ballington gas en hij won met 23 seconden voorsprong. Net als in de 50cc-race was er verder weinig spanning: Graziano Rossi reed eenzaam naar de derde plaats. Alleen om de 7e/8e plaats werd nog gevochten tussen Jean-François Baldé, die de strijd van Randy Mamola won. Mamola reed met een van Mike Baldwin geleende Yamaha na zijn vertrek bij het Adriatica-team

### Uitslag 250 cc
| Pos | Coureur                      | Merk       | Tijd       | Punten |
| --- | ---------------------------- | ---------- | ---------- | ------ |
| 1   | Kork Ballington              | Kawasaki   | 49' 02" 9  | 15     |
| 2   | Gregg Hansford               | Kawasaki   | + 23" 2    | 12     |
| 3   | Graziano Rossi               | Morbidelli | + 32" 5    | 10     |
| 4   | Christian Estrosi            | Kawasaki   | + 40" 8    | 8      |
| 5   | Walter Villa                 | Yamaha     | + 48" 3    | 6      |
| 6   | Patrick Fernandez            | Yamaha     | + 57" 8    | 5      |
| 7   | Jean-François Baldé          | Kawasaki   | + 1' 01" 7 | 4      |
| 8   | Randy Mamola                 | Yamaha     | + 1' 04" 9 | 3      |
| 9   | Richard Hubin                | Yamaha     | + 1' 08" 5 | 2      |
| 10  | Toni Mang                    | Kawasaki   | + 1' 21" 0 | 1      |
| 11  | Olivier Chevallier           | Yamaha     | + 1' 29" 8 |        |
| 12  | Alan North                   | Yamaha     | + 1' 30" 9 |        |
| 13  | Klaas Hernamdt               | Yamaha     | + 1' 31" 0 |        |
| 14  | Pentti Korhonen              | Yamaha     | + 1 ronde  |        |
| 15  | Víctor Palomo                | Yamaha     | + 1 ronde  |        |
| 16  | Leif Gustafsson              | Yamaha     | + 1 ronde  |        |
| 17  | Fernando González De Nicolás | Yamaha     | + 1 ronde  |        |
| 18  | René Delaby                  | Yamaha     | + 1 ronde  |        |
| 19  | Reinhold Roth                | Yamaha     | + 1 ronde  |        |
| 20  | Edoardo Alemán               | Yamaha     | + 1 ronde  |        |
| 21  | Andres Pérez Rubio           | Yamaha     | + 2 ronden |        |
| DNF | Roland Freymond              | Yamaha     |            |        |
| DNF | Barry Ditchburn              | Kawasaki   |            |        |
| DNF | Edi Stöllinger               | Kawasaki   |            |        |
| DNF | Guy Bertin                   | Yamaha     |            |        |
| DNF | Francisco Pérez Calafat      | Yamaha     |            |        |
| DNF | Hans Müller                  | Yamaha     |            |        |
| DNF | Gianpaolo Marchetti          | MBA        |            |        |
| DNF | Thierry Espié                | Yamaha     |            |        |
| DNF | Paolo Pileri                 | Yamaha     |            |        |
| DNQ | Luis Reyes                   | Yamaha     |            |        |
| DNQ | Olivier Liégeois             | Yamaha     |            |        |
| DNQ | Antonio García               | Yamaha     |            |        |
| DNQ | Marcelino García             | Yamaha     |            |        |
| DNQ | Jon Ekerold                  | Yamaha     | blessure   |        |
| DNQ | August Auinger               | Yamaha     |            |        |
| DNQ | Reino Eskelinen              | Yamaha     |            |        |
| DNQ | Maurizio Massimiani          | MBA        |            |        |

## 125 cc
Net als in Imola vochten Ángel Nieto en Thierry Espié ook in Jarama om de leiding, een gevecht dat Nieto nipt, met slechts een seconde voorsprong, wist te winnen. Dat was een toneelspelletje van Nieto: iedereen wist dat zijn Minarelli veel sneller was, maar Ángel Nieto hield de schijn op om het publiek te vermaken. De strijd om de derde positie ging tussen Walter Koschine en Gert Bender, tot die laatste met ontstekingsproblemen moest opgeven.

### Uitslag 125 cc
| Pos | Coureur                      | Merk         | Tijd       | Punten |
| --- | ---------------------------- | ------------ | ---------- | ------ |
| 1   | Ángel Nieto                  | Minarelli    | 47' 15" 4  | 15     |
| 2   | Thierry Espié                | Motobécane   | + 1" 0     | 12     |
| 3   | Walter Koschine              | Delta-Fantic | + 22" 0    | 10     |
| 4   | Gianpaolo Marchetti          | MBA          | + 26" 3    | 8      |
| 5   | Patrick Plisson              | Morbidelli   | + 28" 7    | 6      |
| 6   | Maurizio Massimiani          | MBA          | + 44" 6    | 5      |
| 7   | Per-Edvard Carlsson          | MBA          | + 50" 9    | 4      |
| 8   | Stefan Dörflinger            | Morbidelli   | + 56" 3    | 3      |
| 9   | Matti Kinnunen               | MBA          | + 1' 00" 1 | 2      |
| 10  | Miguel Cortés                | Bultaco      | + 1' 02" 9 | 1      |
| 11  | Jean-François Lecureux       | Morbidelli   | + 1' 03" 1 |        |
| 12  | Jorge Navarrete              | Morbidelli   | + 1' 13" 5 |        |
| 13  | Patrick Hérouard             | Morbidelli   | + 1' 17" 5 |        |
| 14  | Fernando González De Nicolás | Morbidelli   | + 1 ronde  |        |
| 15  | José Navarrete               | Morbidelli   | + 1 ronde  |        |
| DNF | Agustin Calafat Pérez        | Morbidelli   |            |        |
| DNF | Iván Palazzese               | MBA          |            |        |
| DNF | Eugenio Lazzarini            | Morbidelli   |            |        |
| DNF | Clive Horton                 | Morbidelli   |            |        |
| DNF | Hans Müller                  | MBA          | val        |        |
| DNF | Pier Paolo Bianchi           | Minarelli    |            |        |
| DNF | Peter Looijesteijn           | MBA          | val        |        |
| DNF | Bruno Kneubühler             | MBA          |            |        |
| DNF | Marcelino García             | Morbidelli   |            |        |
| DNF | Pedro Cegarra                | Morbidelli   |            |        |
| DNF | Gert Bender                  | Bender       | ontsteking |        |
| DNF | Jean-Louis Guignabodet       | Morbidelli   |            |        |
| DNF | Ramón Pano                   | Morbidelli   |            |        |
| DNF | Thierry Noblesse             | Morbidelli   |            |        |
| DNF | August Auinger               | Morbidelli   |            |        |
| DNQ | François Granon              | Morbidelli   |            |        |
| DNQ | Arturo Duch                  | Morbidelli   |            |        |
| DNQ | Walter Rapolani              | Morbidelli   |            |        |
| DNQ | José Antonio Ingles          | Morbidelli   |            |        |
| DNQ | Cees van Dongen              | Morbidelli   |            |        |
| DNQ | Jean-Paul Magnoni            | Morbidelli   |            |        |
| DNQ | Francisco Román              | Morbidelli   |            |        |
| DNQ | Paul Bordes                  | Morbidelli   |            |        |
| DNQ | Hagen Klein                  | Morbidelli   |            |        |
| DNQ | Reiner Koster                | Morbidelli   |            |        |
| DNQ | Chris Baert                  | Morbidelli   |            |        |
| DNQ | Ricardo Tormo                | Bultaco      | blessure   |        |

## 50 cc
Als ranglijstaanvoerder begon Peter Looijesteijn aan de Spaanse Grand Prix. Hij reed zelfs even aan de leiding in gezelschap van Gerhard Waibel, Patrick Plisson en Rolf Blatter. Zij konden echter Eugenio Lazzarini met zijn snelle, door Herbert Rittberger getunede,Van Veen-Kreidler niet afstoppen. Toen die eenmaal de leiding nam reed hij alleen naar de eindstreep. In de zevende ronde viel Looijesteijn. Hoewel het gebeurde bij het dubbelen van een achterblijver vertelde hij na de race dat hij gewoon te snel was gegaan. Spanning was er daarna niet meer: Plisson reed eenzaam op de tweede plaats en Blatter werd op grote achterstand derde.

### Uitslag 50 cc
| Pos | Coureur             | Merk              | Tijd            | Punten |
| --- | ------------------- | ----------------- | --------------- | ------ |
| 1   | Eugenio Lazzarini   | Van Veen-Kreidler | 34' 23" 0       | 15     |
| 2   | Patrick Plisson     | ABF               | + 12" 1         | 12     |
| 3   | Rolf Blatter        | Kreidler          | + 21" 7         | 10     |
| 4   | Gerhard Waibel      | Kreidler          | + 32" 7         | 8      |
| 5   | Stefan Dörflinger   | Kreidler          | + 37" 7         | 6      |
| 6   | Reiner Scheidhauer  | Kreidler          | + 1' 02" 6      | 5      |
| 7   | Daniel Mateos       | Derbi             | + 1' 51" 5      | 4      |
| 8   | Aldo Pero           | Kreidler          | + 1 ronde       | 3      |
| 9   | Theo Timmer         | Bultaco           | + 1 ronde       | 2      |
| 10  | Wolfgang Müller     | Kreidler          | + 1 ronde       | 1      |
| 11  | Yves Le Toumelin    | Kreidler          | + 1 ronde       |        |
| 12  | Günter Schirnhofer  | Kreidler          | + 1 ronde       |        |
| 13  | Jacky Hutteau       | ABF               | + 1 ronde       |        |
| 14  | Joaquín Galí        | Bultaco           | + 1 ronde       |        |
| 15  | Walter Rapolani     | Kreidler          | + 1 ronde       |        |
| 16  | Ramón Galí          | Bultaco           | + 1 ronde       |        |
| 17  | Gerhard Singer      | Kreidler          | + 1 ronde       |        |
| 18  | Hermano Sande       | Kreidler          | + 2 ronden      |        |
| 19  | Michel de Poligny   | Kreidler          | + 3 ronden      |        |
| DNF | Daniel Corvi        | Kreidler          |                 |        |
| DNF | Jorge Navarrete     | Kreidler          |                 |        |
| DNF | Cees van Dongen     | Kreidler          | versnellingsbak |        |
| DNF | José Antonio Ingles | Kreidler          |                 |        |
| DNF | Hagen Klein         | Hess Spezial      |                 |        |
| DNF | Chris Baert         | Kreidler          |                 |        |
| DNF | Peter Looijesteijn  | Kreidler          | val             |        |
| DNF | Claudio Lusuardi    | Bultaco           |                 |        |
| DNF | Vicente Ferrer      | Kreidler          |                 |        |
| DNF | Ingo Emmerich       | Kreidler          |                 |        |
| DNF | Antonio Pinto       | Kreidler          |                 |        |
| DNF | Reiner Koster       | Malanca           |                 |        |
| DNF | Antonio Pinheiro    | Kreidler          |                 |        |
| DNQ | Stefan Danielsson   | Kreidler          |                 |        |
| DNQ | Ricardo Tormo       | Bultaco           | blessure        |        |

1950 · 1951 · 1952 · 1953 · 1954 · 1955 · 1957 · 1958 · 1959 · 1960 · 1961 · 1962 · 1963 · 1964 · 1965 · 1966 · 1967 · 1968 · 1969 · 1970 · 1971 · 1972 · 1973 · 1974 · 1975 · 1976 · 1977 · 1978 · 1979 · 1980 · 1981 · 1982 · 1983 · 1984 · 1985 · 1986 · 1987 · 1988 · 1989 · 1990 · 1991 · 1992 · 1993 · 1994 · 1995 · 1996 · 1997 · 1998 · 1999 · 2000 · 2001 · 2002 · 2003 · 2004 · 2005 · 2006 · 2007 · 2008 · 2009 · 2010 · 2011 · 2012 · 2013 · 2014 · 2015 · 2016 · 2017 · 2018 · 2019 · 2020 · 2021 · 2022 · 2023 · 2024 · 2025